# Valborg Eriksdotter

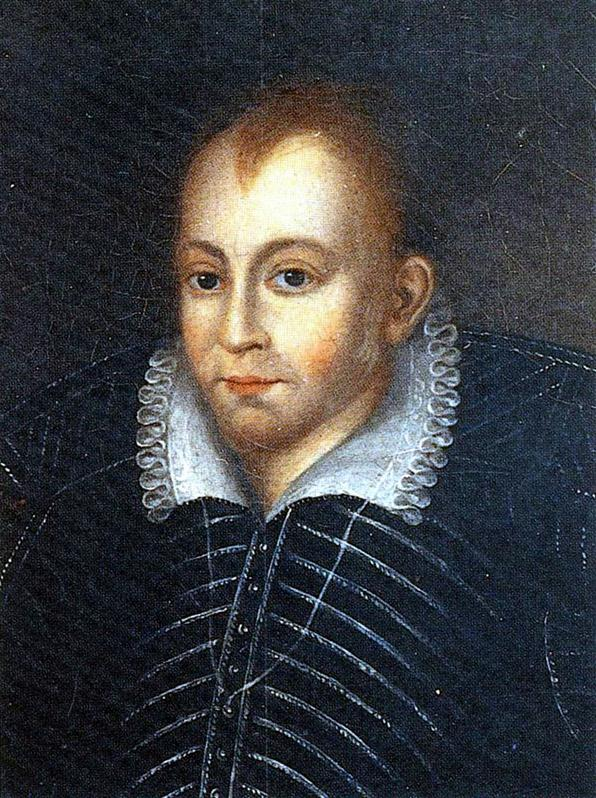
Ritratto del principe Magnus Vasa di Svezia

Valborg Eriksdotter (1545 – 1580) è stata amante del principe svedese Magnus Vasa.

## Biografia
Valborg apparteneva ad una famiglia di servi che lavoravano presso il palazzo reale di Stoccolma e, dall'età di dodici anni, era stata adibita a cameriera della regina Caterina Stenbock, terza moglie del re Gustavo I, la quale rimase profondamente ammirata dall'eterea bellezza e dalla bontà di cuore di Valborg. Volendo trovare una compagna per il suo figliastro Magnus, che soffriva di un disturbo mentale, propose la ragazzina adolescente ("nobile fanciulla tedesca" come amante di questi.
Da Magnus ebbe due figlie:
- Lucrezia (1560-25 marzo 1624), che sposò Cristoforo di Warnstedt;
- Virginia (1561-1573).